# Tusk Tour
Die Tusk Tour war eine weltweite Konzerttournee der britisch-US-amerikanischen Rockband Fleetwood Mac. Bei dieser Tournee stellte die Gruppe ihr 1979 erschienenes Studio-Doppelalbum Tusk vor.

## Hintergrund
Die Tusk Tour begann am 26. Oktober 1979 in Pocatello und endete am 1. September 1980 in Los Angeles. Da diese Mammuttournee nicht nur extrem aufwändig und kostspielig, sondern auch physisch und psychisch erschöpfend für die Bandmitglieder war, hätte sie beinahe das Fortbestehen der Band gefährdet. „Jemand sagte einmal, mit dem Geld, das wir an einem Abend für Champagner ausgaben, hätte man ganzes Album produzieren können“, erinnerte sich Christine McVie später in einem Interview. „Ich ging immer auf die Bühne und trank eine Flasche Dom Pérignon und danach eine hinter der Bühne. Das ist nicht die Art von Party, auf die ich heute gehen möchte. Es wurde viel Alkohol getrunken und im Alkohol schwamm Blut herum , was nicht gerade für eine stabile Atmosphäre sorgt.“ Zusätzlich zum Alkoholkonsum gönnten sich die Bandmitglieder große Mengen Kokain und Marihuana, und McVie behauptete später scherzhaft, dass die Wirkung des Marihuanas so stark war, dass sie es nicht rauchen musste – man musste es ihr nur ins Gesicht blasen, und sie spürte die Wirkung. Aufgrund des Drogenmissbrauchs, den die Bandmitglieder zusätzlich zu dem ganzen Stress erdulden mussten, war die Tour nicht nur nachteilig, sondern auch äußerst ungesund.
Während eines Aufenthalts in Neuseeland im Jahr 1980 wurde Stevie Nicks von ihrem Bandkollegen und früheren Lebensgefährten Lindsey Buckingham körperlich und emotional angegriffen. Sie erklärte, dass er begann, sie nachzuahmen, indem er seine Jacke über den Kopf zog, um stilistisch ihren Schal nachzuahmen, doch sie ignorierte seine provozierenden Gesten. Im Verlauf der Tournee trennten sich die Bandmitglieder immer mehr voneinander und als Folge dieser Spannungen sowie der erlittenen finanziellen Rückschläge hätte die Band sich beinahe getrennt. Am Ende der Tournee konnten die Bandmitglieder „den Anblick des anderen kaum noch ertragen“.

## Liveaufnahmen
Um nach dem finanziellen Desaster der Tournee selbst eine billigere Alternative für die Band zu bieten, wurden in den Jahren 1979 und 1980 mehrere Shows der Tour aufgezeichnet und zusammen mit früheren Konzertaufnahmen auf ihrem Livealbum Live (1980) veröffentlicht.

## Setlists

### Setlist Nordamerika 1979
- Say You Love Me
- The Chain
- Dreams
- Not That Funny
- Rhiannon
- Over & Over oder Don’t Stop
- Oh Well
- Sara
- What Makes You Think You’re the One?
- Oh Daddy
- Save Me a Place
- Landslide
- Tusk
- Angel
- You Make Loving Fun
- I’m So Afraid
- World Turning
- Go Your Own Way
- Sisters of the Moon
- Blue Letter oder Second Hand News
- Songbird

### Setlist Asien/Ozeanien/Nordamerika 1980 (#1)
- Say You Love Me
- The Chain
- Don’t Stop
- Dreams
- Oh Well
- Rhiannon
- Oh Daddy
- What Makes You Think You’re the One?
- Sara
- Not That Funny
- Never Going Back Again
- Landslide
- Tusk
- Angel
- You Make Loving Fun
- I’m So Afraid
- World Turning
- Go Your Own Way
- Sisters of the Moon
- Songbird

### Setlist Europa
- Say You Love Me
- The Chain
- Don’t Stop
- Dreams
- Oh Well
- Rhiannon
- Oh Daddy
- That’s Enough For Me
- Sara
- Not That Funny
- Never Going Back Again
- Landslide
- Tusk
- Angel
- You Make Loving Fun
- I’m So Afraid
- World Turning
- Go Your Own Way
- Sisters of the Moon
- Songbird

### Setlist Nordamerika 1980 (#2)
- Monday Morning
- The Chain
- Don’t Stop
- Dreams
- Oh Well
- Rhiannon
- Over & Over
- What Makes You Think You’re the One?
- Sara
- Not That Funny
- Never Going Back Again
- Landslide
- Tusk
- Think About Me
- I’m So Afraid
- Angel
- You Make Loving Fun
- World Turning
- Go Your Own Way
- Sisters of the Moon
- Songbird

## Tourdaten
| Nr.                                       | Datum               | Stadt               | Land                | Veranstaltungsort                      |
| Leg 1 – Nordamerika                       | Leg 1 – Nordamerika | Leg 1 – Nordamerika | Leg 1 – Nordamerika | Leg 1 – Nordamerika                    |
| ----------------------------------------- | ------------------- | ------------------- | ------------------- | -------------------------------------- |
| 1                                         | 26. Oktober 1979    | Pocatello           | Vereinigte Staaten  | ASISU Minidome                         |
| 2                                         | 27. Oktober 1979    | Ogden               | Vereinigte Staaten  | Dee Events Center                      |
| 3                                         | 28. Oktober 1979    | Salt Lake City      | Vereinigte Staaten  | Salt Palace                            |
| 4                                         | 31. Oktober 1979    | Denver              | Vereinigte Staaten  | McNichols Sports Arena                 |
| 5                                         | 1. November 1979    | Denver              | Vereinigte Staaten  | McNichols Sports Arena                 |
| 6                                         | 2. November 1979    | Albuquerque         | Vereinigte Staaten  | Tingley Coliseum                       |
| 7                                         | 5. November 1979    | St. Louis           | Vereinigte Staaten  | Checkerdome                            |
| 8                                         | 6. November 1979    | St. Louis           | Vereinigte Staaten  | Checkerdome                            |
| 9                                         | 7. November 1979    | Cincinnati          | Vereinigte Staaten  | Riverfront Coliseum                    |
| 10                                        | 10. November 1979   | New Haven           | Vereinigte Staaten  | Veterans Memorial Coliseum             |
| 11                                        | 11. November 1979   | Uniondale           | Vereinigte Staaten  | Nassau Veterans Memorial Coliseum      |
| 12                                        | 12. November 1979   | Uniondale           | Vereinigte Staaten  | Nassau Veterans Memorial Coliseum      |
| 13                                        | 15. November 1979   | New York City       | Vereinigte Staaten  | Madison Square Garden                  |
| 14                                        | 16. November 1979   | New York City       | Vereinigte Staaten  | Madison Square Garden                  |
| 15                                        | 17. November 1979   | Boston              | Vereinigte Staaten  | Boston Garden                          |
| 16                                        | 20. November 1979   | Rochester           | Vereinigte Staaten  | Community War Memorial                 |
| 17                                        | 21. November 1979   | Philadelphia        | Vereinigte Staaten  | Spectrum                               |
| 18                                        | 22. November 1979   | Providence          | Vereinigte Staaten  | Civic Center                           |
| 19                                        | 25. November 1979   | Landover            | Vereinigte Staaten  | Capital Center                         |
| 20                                        | 26. November 1979   | Pittsburgh          | Vereinigte Staaten  | Civic Arena                            |
| 21                                        | 29. November 1979   | Ann Arbor           | Vereinigte Staaten  | Crisler Arena                          |
| 22                                        | 30. November 1979   | Champaign           | Vereinigte Staaten  | UIUC Assembly Hall                     |
| 23                                        | 1. Dezember 1979    | Cedar Falls         | Vereinigte Staaten  | UNI-Dome                               |
| 24                                        | 4. Dezember 1979    | Inglewood           | Vereinigte Staaten  | The Forum                              |
| 25                                        | 5. Dezember 1979    | Inglewood           | Vereinigte Staaten  | The Forum                              |
| 26                                        | 6. Dezember 1979    | Inglewood           | Vereinigte Staaten  | The Forum                              |
| 27                                        | 9. Dezember 1979    | San Diego           | Vereinigte Staaten  | Sports Arena                           |
| 28                                        | 10. Dezember 1979   | Inglewood           | Vereinigte Staaten  | The Forum                              |
| 29                                        | 11. Dezember 1979   | Inglewood           | Vereinigte Staaten  | The Forum                              |
| 30                                        | 14. Dezember 1979   | Daly City           | Vereinigte Staaten  | Cow Palace                             |
| 31                                        | 15. Dezember 1979   | Daly City           | Vereinigte Staaten  | Cow Palace                             |
| 32                                        | 16. Dezember 1979   | Daly City           | Vereinigte Staaten  | Cow Palace                             |
| Leg 2 – Asien/Australien/Pazifischer Rand |                     |                     |                     |                                        |
| 33                                        | 3. Februar 1980     | Tokio               | Japan               | Nippon Budokan                         |
| 34                                        | 4. Februar 1980     | Tokio               | Japan               | Nippon Budokan                         |
| 35                                        | 5. Februar 1980     | Tokio               | Japan               | Nippon Budokan                         |
| 36                                        | 8. Februar 1980     | Kyoto               | Japan               | ROHM Theatre                           |
| 37                                        | 9. Februar 1980     | Gifu                | Japan               | Shimin Kaikan                          |
| 38                                        | 11. Februar 1980    | Sapporo             | Japan               | Kōsei Nenkin Kaikan                    |
| 39                                        | 13. Februar 1980    | Yokohama            | Japan               | Kanagawa Kenmin Hall                   |
| 40                                        | 14. Februar 1980    | Sendai              | Japan               | Kenmin Hall                            |
| 41                                        | 16. Februar 1980    | Osaka               | Japan               | Festival Hall                          |
| 42                                        | 17. Februar 1980    | Osaka               | Japan               | Festival Hall                          |
| 43                                        | 21. Februar 1980    | Perth               | Australien          | Perth Entertainment Centre             |
| 44                                        | 22. Februar 1980    | Perth               | Australien          | Perth Entertainment Centre             |
| 45                                        | 25. Februar 1980    | Adelaide            | Australien          | Memorial Drive Park                    |
| 46                                        | 27. Februar 1980    | Sydney              | Australien          | Hordern Pavilion                       |
| 47                                        | 28. Februar 1980    | Sydney              | Australien          | Hordern Pavilion                       |
| 48                                        | 1. März 1980        | Melbourne           | Australien          | Festival Hall                          |
| 49                                        | 2. März 1980        | Melbourne           | Australien          | Festival Hall                          |
| 50                                        | 3. März 1980        | Melbourne           | Australien          | Festival Hall                          |
| 51                                        | 7. März 1980        | Brisbane            | Australien          | Festival Hall                          |
| 52                                        | 8. März 1980        | Brisbane            | Australien          | Festival Hall                          |
| 53                                        | 11. März 1980       | Melbourne           | Australien          | Festival Hall                          |
| 54                                        | 12. März 1980       | Melbourne           | Australien          | Festival Hall                          |
| 55                                        | 15. März 1980       | Sydney              | Australien          | Hordern Pavilion                       |
| 56                                        | 16. März 1980       | Sydney              | Australien          | Hordern Pavilion                       |
| 57                                        | 17. März 1980       | Sydney              | Australien          | Hordern Pavilion                       |
| 58                                        | 20. März 1980       | Wellington          | Neuseeland          | Athletic Park                          |
| 59                                        | 22. März 1980       | Auckland            | Neuseeland          | Western Springs Stadium                |
| 60                                        | 27. März 1980       | Honolulu            | Vereinigte Staaten  | Neal S. Blaisdell Arena                |
| 61                                        | 28. März 1980       | Honolulu            | Vereinigte Staaten  | Neal S. Blaisdell Arena                |
| 62                                        | 29. März 1980       | Honolulu            | Vereinigte Staaten  | Neal S. Blaisdell Arena                |
| Leg 3 – Nordamerika                       |                     |                     |                     |                                        |
| 63                                        | 30. April 1980      | Portland            | Vereinigte Staaten  | Memorial Coliseum                      |
| 64                                        | 1. Mai 1980         | Seattle             | Vereinigte Staaten  | Hec Edmundson Pavilion                 |
| 65                                        | 2. Mai 1980         | Vancouver           | Kanada              | Pacific Coliseum                       |
| 66                                        | 5. Mai 1980         | Edmonton            | Kanada              | Northlands Coliseum                    |
| 67                                        | 6. Mai 1980         | Edmonton            | Kanada              | Northlands Coliseum                    |
| 68                                        | 9. Mai 1980         | Bloomington         | Vereinigte Staaten  | Metropolitan Sports Center             |
| 69                                        | 10. Mai 1980        | Bloomington         | Vereinigte Staaten  | Metropolitan Sports Center             |
| 70                                        | 11. Mai 1980        | Madison             | Vereinigte Staaten  | Dane County Veterans Memorial Coliseum |
| 71                                        | 14. Mai 1980        | Rosemont            | Vereinigte Staaten  | Rosemont Horizon                       |
| 72                                        | 15. Mai 1980        | Rosemont            | Vereinigte Staaten  | Rosemont Horizon                       |
| 73                                        | 16. Mai 1980        | Indianapolis        | Vereinigte Staaten  | Market Square Arena                    |
| 74                                        | 19. Mai 1980        | Buffalo             | Vereinigte Staaten  | Memorial Auditorium                    |
| 75                                        | 20. Mai 1980        | Richfield           | Vereinigte Staaten  | Coliseum                               |
| 76                                        | 21. Mai 1980        | Richfield           | Vereinigte Staaten  | Coliseum                               |
| 77                                        | 23. Mai 1980        | Detroit             | Vereinigte Staaten  | Joe Louis Arena                        |
| 78                                        | 24. Mai 1980        | Detroit             | Vereinigte Staaten  | Joe Louis Arena                        |
| Leg 4 – Europa                            |                     |                     |                     |                                        |
| 79                                        | 1. Juni 1980        | München             | Deutschland         | Reitstadion Riem                       |
| 80                                        | 3. Juni 1980        | Bremen              | Deutschland         | Stadthalle                             |
| 81                                        | 4. Juni 1980        | Köln                | Deutschland         | Sporthalle                             |
| 82                                        | 8. Juni 1980        | Kaiserslautern      | Deutschland         | Betzenbergstadion                      |
| 83                                        | 9. Juni 1980        | Zürich              | Schweiz             | Hallenstadion                          |
| 84                                        | 12. Juni 1980       | Brüssel             | Belgien             | Forest National                        |
| 85                                        | 13. Juni 1980       | Rotterdam           | Niederlande         | Sportpaleis Ahoy’                      |
| 86                                        | 14. Juni 1980       | Paris               | Frankreich          | Palais des Sports                      |
| 87                                        | 16. Juni 1980       | Stafford            | England             | New Bingley Hall                       |
| 88                                        | 17. Juni 1980       | Stafford            | England             | New Bingley Hall                       |
| 89                                        | 20. Juni 1980       | London              | England             | Wembley Arena                          |
| 90                                        | 21. Juni 1980       | London              | England             | Wembley Arena                          |
| 91                                        | 22. Juni 1980       | London              | England             | Wembley Arena                          |
| 92                                        | 25. Juni 1980       | London              | England             | Wembley Arena                          |
| 93                                        | 26. Juni 1980       | London              | England             | Wembley Arena                          |
| 94                                        | 27. Juni 1980       | London              | England             | Wembley Arena                          |
| Leg 5 – Nordamerika                       |                     |                     |                     |                                        |
| 95                                        | 5. August 1980      | Lakeland            | Vereinigte Staaten  | Civic Center                           |
| 96                                        | 6. August 1980      | Hollywood           | Vereinigte Staaten  | Sportatorium                           |
| 97                                        | 8. August 1980      | Atlanta             | Vereinigte Staaten  | The Omni                               |
| 98                                        | 11. August 1980     | Mobile              | Vereinigte Staaten  | Municipal Auditorium                   |
| 99                                        | 12. August 1980     | Birmingham          | Vereinigte Staaten  | Birmingham-Jefferson Civic Center      |
| 100                                       | 13. August 1980     | Baton Rouge         | Vereinigte Staaten  | Riverside Centroplex Arena             |
| 101                                       | 16. August 1980     | Dallas              | Vereinigte Staaten  | Reunion Arena                          |
| 102                                       | 17. August 1980     | San Antonio         | Vereinigte Staaten  | Civic Center                           |
| 103                                       | 18. August 1980     | Houston             | Vereinigte Staaten  | The Summit                             |
| 104                                       | 21. August 1980     | Omaha               | Vereinigte Staaten  | Civic Auditorium                       |
| 105                                       | 22. August 1980     | Oklahoma City       | Vereinigte Staaten  | Myriad Convention Center               |
| 106                                       | 23. August 1980     | Valley Center       | Vereinigte Staaten  | Britt Brown Arena                      |
| 107                                       | 24. August 1980     | Kansas City         | Vereinigte Staaten  | Kemper Arena                           |
| 108                                       | 27. August 1980     | Las Cruces          | Vereinigte Staaten  | Pan American Center                    |
| 109                                       | 28. August 1980     | Tucson              | Vereinigte Staaten  | McKale Center                          |
| 110                                       | 29. August 1980     | Tempe               | Vereinigte Staaten  | Compton Terrace                        |
| 111                                       | 31. August 1980     | Los Angeles         | Vereinigte Staaten  | Hollywood Bowl                         |
| 112                                       | 1. September 1980   | Los Angeles         | Vereinigte Staaten  | Hollywood Bowl                         |

## Band
- Mick Fleetwood: Schlagzeug, Percussion
- John McVie: Bass
- Christine McVie: Gesang, Hammondorgel, Keyboards, Klavier, Akkordeon, Gitarre, Maracas
- Lindsey Buckingham: Gesang, Gitarre
- Stevie Nicks: Gesang, Tamburin, Cowbell
- Ray Lindsey: Rhythmusgitarre
- Jeffery Bova: Keyboards
- Tony Todaro: Percussion